# NGC 4456
NGC 4456 é uma galáxia espiral (Sbc) localizada na direcção da constelação de Hydra. Possui uma declinação de -30° 05' 52" e uma ascensão recta de 12 horas, 27 minutos e 52,2 segundos.
A galáxia NGC 4456 foi descoberta em 30 de Março de 1835 por John Herschel.